# Liste der reichsten Dänen
Die reichsten Menschen in Dänemark bzw. im Ausland wohnhafte Dänen sind nach Erhebungen von Forbes (Stand April 2022):
| Rang | Name                     | Vermögen in Mrd. USD | Quelle des Vermögens                        |
| 1.   | Anders Holch Povlsen     | 13,6                 | Bestseller (Modekleidung)                   |
| 2.   | Kjeld Kirk Kristiansen   | 8,2                  | Lego (Spielzeug), Kirkbi                    |
| 3.   | Sofie Kirk Kristiansen   | 8,2                  | Lego (Spielzeug), Kirkbi                    |
| 4.   | Thomas Kirk Kristiansen  | 8,2                  | Lego (Spielzeug), Kirkbi                    |
| 5.   | Agnete Kirk Thinggaard   | 8,2                  | Lego (Spielzeug), Kirkbi                    |
| 6.   | Niels Peter Louis-Hansen | 7,2                  | Coloplast (Medizinische Plastikerzeugnisse) |
| 7.   | Martin Møller Nielsen    | 7,2                  | Nordic Aviation Capital                     |
| 8.   | Benedicte Find           | 1,1                  | Coloplast                                   |
| 9.   | Bent Jensen              | 1,0                  | Linak                                       |

Aus der Liste gehen ebenfalls einige der weltweit bekanntesten dänischen Produkte hervor. Eigentümer vieler Konzerne sind familieneigene Holdinggesellschaften oder Fonds. 